# De minder gelukkige terugkeer van Joszef Katus naar het land van Rembrandt
De minder gelukkige terugkeer van Joszef Katus naar het land van Rembrandt is een Nederlandse film uit 1966 van Wim Verstappen, naar een scenario van hemzelf en Pim de la Parra. De film, het speelfilmdebuut van Verstappen, won een Interfilm award.
De film heeft tevens de langste titel die een Nederlandse film ooit gedragen heeft. Jan de Bont werkte mee als cameraman.

## Verhaal
De jongeman Joszef Katus arriveert in Amsterdam. De wereldvreemde man dwaalt vanaf 29 april 1966 door de hoofdstad en loopt prompt een ploeg documentairemakers tegen het lijf. In een aantal dagen wordt hij gevolgd door een cameraploeg - hij viert Koninginnedag, doet mee aan verscheiden protestmarsen en herdenkt de doden uit de Tweede Wereldoorlog - totdat hijzelf overlijdt op 5 mei 1966.

## Rolverdeling
| Acteur             | Personage    |
| ------------------ | ------------ |
| Rudolf Lucieer     | Joszef Katus |
| Barbara Meter      |              |
| Etha Coster        |              |
| Nouchka van Brakel |              |
| Roelof Kiers       | Interviewer  |
| Ab van Ieperen     |              |
| Shireen Strooker   |              |
| Johannes van Dam   | Provo        |

1896-1909 · 1910-19 · 1920-29 · 1930-39 · 1940-49 · 1950-59 · 1960-69 · 1970-79 · 1980-89 · 1990-99 · 2000-09 · 2010-19
· 2020-29